# ولینگتون کو
ولینگتون کو (به انگلیسی: Wellington Koo); زادهٔ ۲۹ ژانویه ۱۸۸۸ – درگذشتهٔ ۱۴ نوامبر ۱۹۸۵) یک سیاست‌مدار اهل جمهوری چین بود.
ولینگتون کو در ۱۴ نوامبر ۱۹۸۵، در سن ۹۷ سالگی درگذشت.